# تاكانيني

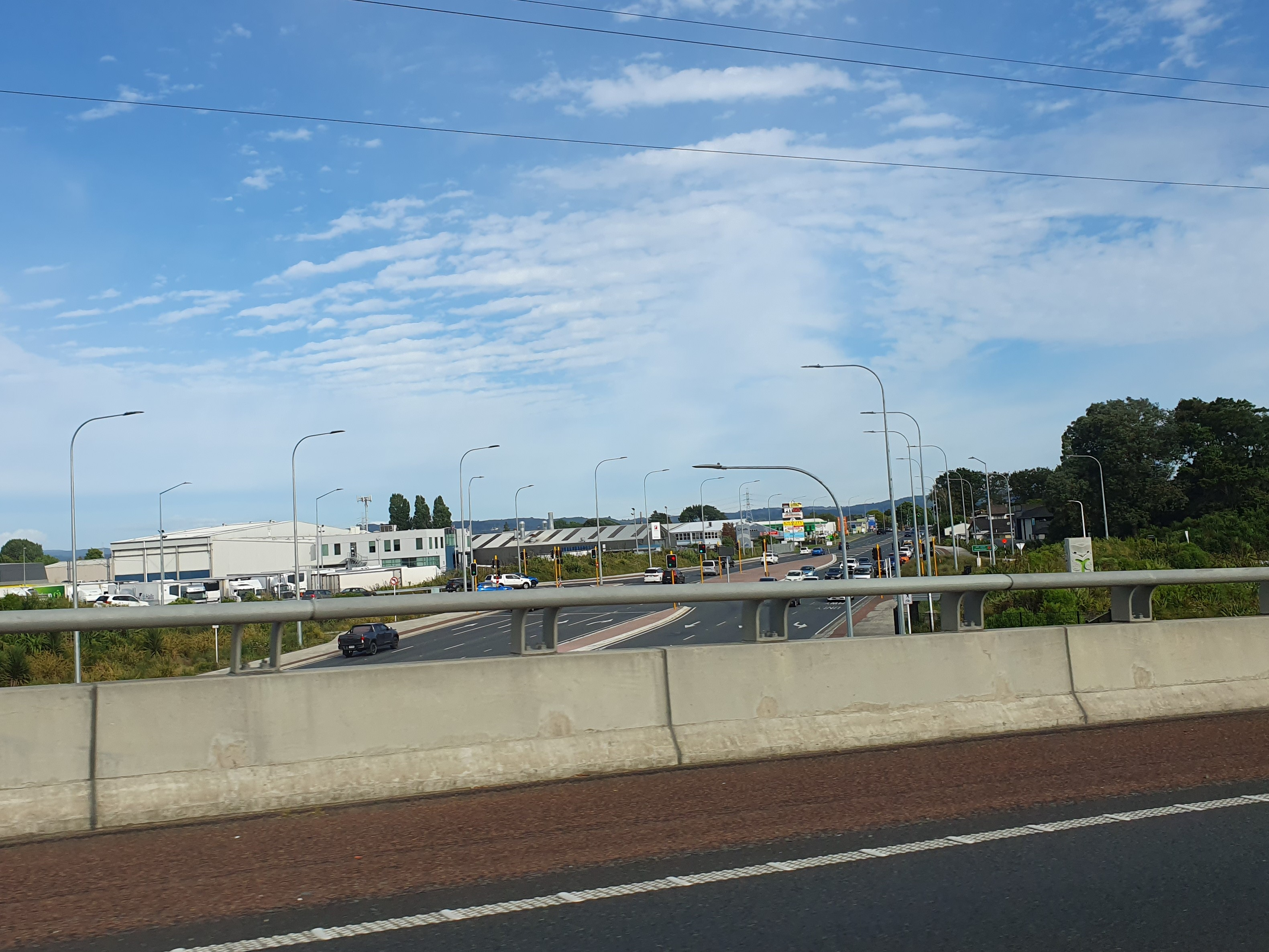
منظر عام لتاكانيني من الطريق السريع الجنوبي، أوكلاند.

تاكانيني هي إحدى ضواحي أوكلاند الجنوبية في شمال نيوزيلندا، على بعد 28 كيلومتراً جنوب شرق وسط مدينة أوكلاند.

## التركيبة السكانية
تبلغ مساحة تاكانيني حوالي 11.72 كم مربع (4.53 ميل مربع)  ويقدر عدد سكانها بـ 18580 نسمة في يونيو 2022، بكثافة سكانية بلغت 1,585 نسمة لكل كيلو متر مربع.
كان عدد سكان تاكانيني 12303 نسمة في تعداد نيوزيلندا 2018، بزيادة قدرها 4224 نسمة (52.3%) منذ تعداد 2013، وزيادة قدرها 5844 نسمة (90.5%) منذ تعداد عام 2006. كان هناك 3378 أسرة، تضم 6285 من الذكور و6024 من الإناث؛ بنسبة بلغت 1.04 ذكر لكل أنثى. مع 2778 نسمة (22.6%) تقل أعمارهم عن 15 عاماً، و3273 (26.6%) تتراوح أعمارهم بين 15 و29 عاماً، و5232 (42.5%) من سن 30 إلى 64 سنة، و1029 (8.4%) تبلغ أعمارهم 65 عاماً أو أكثر.
على الرغم من أن بعض الناس اختاروا عدم الإجابة على سؤال التعداد حول الانتماء الديني، فإن 31.6% ليس لديهم دين، و33.5% مسيحيون، و2.1% لديهم معتقدات ماورية دينية، و9.7% هندوس، و2.0% مسلمون، و2.4% بوذيون، و14.1% معتنقي ديانات أخرى.
| اسم               | منطقة (كم 2) | سكان | كثافة سكانية (لكل كيلومتر 2) | عدد الأسر | منتصف العمر | متوسط الدخل        |
| ----------------- | ------------ | ---- | ---------------------------- | --------- | ----------- | ------------------ |
| شمال تاكانيني     | 5.28         | 2475 | 469                          | 660       | 30.3 سنة    | 29200 دولار أمريكي |
| غرب تاكانيني      | 0.69         | 2826 | 4096                         | 720       | 28.7 سنة    | 27400 دولار أمريكي |
| جنوب تاكانيني     | 2.32         | 4347 | 1874                         | 1191      | 30.1 سنة    | 40400 دولار أمريكي |
| وسط تاكانيني      | 1.08         | 1161 | 1075                         | 390       | 47.1 سنة    | 28700 دولار أمريكي |
| جنوب شرق تاكانيني | 1.47         | 1458 | 992                          | 405       | 29.1 سنة    | 38900 دولار أمريكي |
| تاكانيني الصناعية | 0.88         | 36   | 41                           | 12        | 37.7 سنة    | 44900 دولار أمريكي |
| نيوزيلندا         |              |      |                              |           | 37.4 سنة    | 31800 دولار        |

## التعليم
مدرسة تاكانيني ومدرسة كاوري فلاتس هي مدارس ابتدائية كاملة (من سن 1 إلى 8 سنوات) تضم من 360 و347 طالباW على الترتيب. افتتحت مدرسة كاوري فلاتس في عام 2017.
مدرسة الثالوث القدوس الكاثوليكية الابتدائية هي مدرسة ابتدائية كاملة متكاملة مع الدولة (من 1 إلى 8 سنوات) مع عدد طلاب بلغ من 253.
كل هذه المدارس مختلطة، بحسب احصاءات فبراير 2023.